# Baota

Lage des Stadtbezirks Baota auf dem Gebiet der bezirksfreien Stadt Yan’an

Der Stadtbezirk Baota (chinesisch 宝塔区, Pinyin Bǎotǎ Qū) ist ein Stadtbezirk der bezirksfreien Stadt Yan’an im Norden der Provinz Shaanxi. Er hat eine Fläche von 3.538 km² und zählt 640.951 Einwohner (Stand: Zensus 2020). Er ist Sitz der Stadtregierung.
Im Stadtbezirk befinden sich die Zehntausend-Buddha-Höhle und die Gefließte Pagode auf dem Qingliangshan aus der Zeit der Song-, Yuan- und Ming-Dynastie, die auf der Liste der Denkmäler der Volksrepublik China stehen.

## Administrative Gliederung
Auf Gemeindeebene setzt sich der Stadtbezirk aus drei Straßenvierteln, elf Großgemeinden und neun Gemeinden zusammen. 